# Séquia de Rascanya
La séquia de Rascanya és una de les vuit séquies de l'Horta de València (País Valencià) que estan sota la jurisdicció del Tribunal de les Aigües de València. El seu origen està en el riu Túria, en terme municipal de Quart de Poblet en el nou Assut del Repartiment. Rega les hortes i camps del marge esquerre de l'antic riu Túria dominats per esta séquia des de la séquia de Tormos fins al mar, en els termes de Bonrepòs i Mirambell, Alboraia i Almàssera.

## Història
Històricament, l'origen de la séquia de Rascanya era al terme municipal de Quart de Poblet, darrere de l'Hospital Militar, proper a Mislata. Amb el desviament del riu Túria pel Pla Sud, el vell llit del riu va quedar fora de servei, cosa que feu que la presa d'aigües es traslladara al nou Assut del Repartiment. Des d'allà, les aigües creuen per un túnel sota el nou llit del Túria i continuen enterrades fins a arribar al punt de l'antiga presa, on tornen a la llera històrica de la séquia. Avui en dia, encara és visible l'antic assut en el que era el vell llit, ara en sec. El recorregut discorre pel Molí del Sol, la part de darrere de Carrefour Campanar i continua pel carrer Vall de la Ballestera, avinguda de Campanar, avinguda de Burjassot, el parc de Marxalenes, i segueix pel carrer Alcanyís i Joan Piñol per creuar la Ronda Nord (avinguda Germans Machado) i sortir al descobert en el camí de Perolo. Creua el barranc del Carraixet en sifó, i discorre soterrada pel casc d'Almàssera, pel carrer Verge del Rosari i el camí de Vegas on torna a la llum. Segueix el seu traçat aproximadament paral·lel al camí de la partida al Mar, fins a creuar l'autovia V-21 i desembocar al mar a la platja al nord de Port Saplaya.